# Veicoli Ford
La seguente lista contiene tutti i veicoli prodotti da Ford Motor Company e commercializzati o presentati con il marchio Ford.
In questa pagina sono contenuti gli autoveicoli, i veicoli commerciali, i mezzi pubblici prodotti o ancora in produzione, le concept cars presentate nei saloni e i mezzi da competizione.

## Autoveicoli

### Autovetture
- Ford 2GA (1942)
- Ford 300 (1963)
- Ford 7W (1937-1938)
- Ford 7Y (1938-1939, UK)
- Ford Anglia (1940-1967, Europa)
- Ford Aspire (1994-1997)
- Ford Bantam (1983-in produzione, Sudafrica)
- Ford C100 (1981, Europa)
- Ford Capri (1961-1964, 1969-1986, Europa; 1989-1994, Australia)
- Ford Carousel (nome brasiliano della Cortina)
- Ford Consul Classic (1961-1963, Regno Unito)
- Ford Comète (1951-1954, Francia)
- Ford Consul (1951-1962, 1972-1975; Regno Unito)
- Ford Contour (1995-2000)
- Ford Corcel (Brasile, Venezuela)
- Ford Corsair (1964-1970)
- Ford Cortina (1962-1982)
- Ford Cougar (1999-2002)
- Ford Country (1950-1991)
- Ford Coupe
- Ford Crestline (1952-1954)
- Ford Crestliner (1950-1951)
- Ford Crown Victoria (1955-1957, 1992-2011)
- Ford Crusader (nome nordamericano della Cortina)
- Ford Custom (periodicamente tra il 1929 e il 1996)
- Ford Customline (1952-1956)
- Ford CX (1935-1937)
- Ford Delivery Car
- Ford Del Rey (Brasile, Venezuela)
- Ford Del Rio (1957-1958)
- Ford Deluxe (1950-1951)
- Ford EcoSport (dal 2002)
- Ford Eifel (1935-1939, Germania)
- Ford Eight (altro nome della Ford 7Y)
- Ford Elite (1974-1976)
- Ford Escort (1955-2000)
- Ford EXP (1982-1988)
- Ford Fairlane (1955-2007)
- Ford Fairmont (1965-2008)
- Ford Falcon (dal 1960)
- Ford Festiva (1988-1992)
- Ford Fiesta (1976-2023)
- Ford Five Hundred (2005-2007)
- Ford Flexible Fuel Vehicle
- Ford Focus (1998-2025)
- Ford Fusion (autovettura nordamericana; dal 2006)
- Ford Futura (Australia)
- Ford Galaxie (1959-1974)
- Ford Granada (1975-1982, Nord America; 1972-1993, Europa)
- Ford Grand Marquis (dal 1999, Canada)
- Ford GT (dal 2003)
- Ford GT40 (1964-1969)
- Ford Ikon (2000-2007, Sudafrica, Cina e Messico, 1999-in produzione, India)
- Ford Ka (1996-in produzione)
- Ford Kalos(?)
- Ford Köln (1932-1935, Germania)
- Ford Landau (1973-1983)
- Ford Laser (1980-2003)
- Ford Linha(?)
- Ford LTD(?)
- Ford Crown Victoria (dal 1983)
- Ford Mainline (1952-1956)
- Ford Marauder (2003-2004, Canada)
- Ford Maverick (1988-1998)
- Ford Meteor (1981-1995)
- Ford Model 4-46
- Ford Model 8-46
- Ford Model 01
- Ford Model 2
- Ford Model 40
- Ford Model 48 (1935-1936)
- Ford Model 50
- Ford Model 67
- Ford Model 68
- Ford Model 73
- Ford Model 74
- Ford Model 77
- Ford Model 78
- Ford Model 81
- Ford Model 82
- Ford Model 91 (1939)
- Ford Model 92
- Ford Model A (1903-1905), Ford Model A (1927-1931)
- Ford Model AC (1903-1904)
- Ford Model B (1904-1905), Ford Model B (1932-1934)
- Ford Model C (1904-1905)
- Ford Model F (1905-1906)
- Ford Model K (1906-1908)
- Ford Model N (1906-1908)
- Ford Model R (1907)
- Ford Model S (1907-1909)
- Ford Model T (1908-1927)
- Ford Model V8
- Ford Model Y (1932-1937)
- Ford Mondeo (dal 1993)
- Ford Mustang (dal 1964)
- Ford Orion (1983-1994)
- Ford P68 (1968)
- Ford P69 (1969)
- Ford P100 (1971-1993, Sudafrica, Portogallo)
- Ford Pampa (1982-1997, Brasile)
- Ford Parklane (1956)
- Ford Pilot (1947-1951, UK)
- Ford Pinto (1971-1980)
- Ford Popular (1953-1959, Europa)
- Ford Prefect (1938-1961)
- Ford Probe (1989-1997)
- Ford Pronto (Taiwan)
- Ford Pulsar
- Ford Puma (1997-2001, Europa)
- Ford Ranchero (1957-1979)
- Ford Ranch Wagon (1952-1977)
- Ford Rheinland (1933-1936, Europa)
- Ford Roadster
- Ford RS200 (1984-1986, Europa)
- Ford Sedan Delivery
- Ford Scorpio (1985-1999, Europa)
- Ford Sierra (1983-1992, Europa)
- Ford Skyliner (1957-1959)
- Ford Special
- Ford SportKa (2003-2006)
- Ford Squire (1955-1959, Regno Unito)
- Ford Standard
- Ford StreetKa (dal 2003)
- Ford Sunliner
- Ford Starliner (1960-1961)
- Ford Super Deluxe (1941-1948)
- Ford Squire (1955-1959)
- Ford Taunus (1939-1983)
- Ford Taurus (dal 1986)
- Ford Telstar (1983-1999)
- Ford Tempo (1984-1994)
- Ford Ten (altro nome della Ford 7W)
- Ford Ten-Ten
- Ford Thunderbird (1955-1997, 2002-2005)
- Ford Torino (1968-1976)
- Ford Tourneo
- Ford Vedette (1948-1954, Francia)
- Ford Verona (1989-1996, Brasile) (1995-2000, Regno Unito)
- Ford Versailles (1992-1994, Brasile)
- Ford Victoria
- Ford Zephyr (1950-1971, Regno Unito)
- Ford Zodiac (1950-1971)
- Ford ZX2 (1998-2003)

### Monovolume
- Ford Aerostar (1986-1997)
- Ford B-MAX (2012-2018)
- Ford C-MAX (2003-2019)
- Ford E-Series (dal 1961)
- Ford Econovan (dal 1978)
- Ford Endaevour (dal 2002)
- Ford Freestar (2004-2007)
- Ford Galaxy (1995-2023)
- Ford I-MAX (dal 2008)
- Ford S-MAX (2006-2023)
- Ford Thames 300E (1954-1961)
- Ford Thames 400E (1957-1965)
- Ford Transit (dal 1965)
- Ford Windstar (1995-2003)

### SUV e Crossover
- Ford Bronco (1966-1996)
- Ford Bronco II (1984-1990)
- Ford EcoSport (2002-2023)
- Ford Edge (dal 2007)
- Ford Escape (dal 2001)
- Ford Everest (dal 2003)
- Ford Excursion (2000-2005)
- Ford Expedition (dal 1997)
- Ford Explorer (dal 1991)
- Ford Flex (2009-2020)
- Ford Freestyle (2005-2007)
- Ford Taurus X (2007-2009)
- Ford Kuga (dal 2008)
- Ford Territory (2004-2016)
- Ford Mustang Mach-E (dal 2020)
- Ford Explorer (dal 2024)

### Produzione attuale

#### Europa
- Ford Fiesta (segmento B)
- Ford Focus (segmento C)
- Ford EcoSport (segmento B)
- Ford Puma (segmento B)
- Ford S-MAX (segmento D)
- Ford Galaxy (segmento D)
- Ford Kuga (segmento C)
- Ford Mustang Mach-E (segmento C)
- Ford Explorer (segmento C)

#### Nordamerica
- Ford Mustang
- Ford Edge
- Ford Escape
- Ford Explorer
- Ford Expedition
- Ford Mustang Mach-E

#### Altri mercati
- Ford Fusion
- Ford Ikon
- Ford Fiesta
- Ford Focus
- Ford Endeavour
- Ford I-MAX
- Ford Mustang Mach-E

## Veicoli commerciali

### Autocarri e furgoni
- Ford A-Series
- Ford C-Series (1957-1990)
- Ford CL-Series (1978-1991)
- Ford Cargo

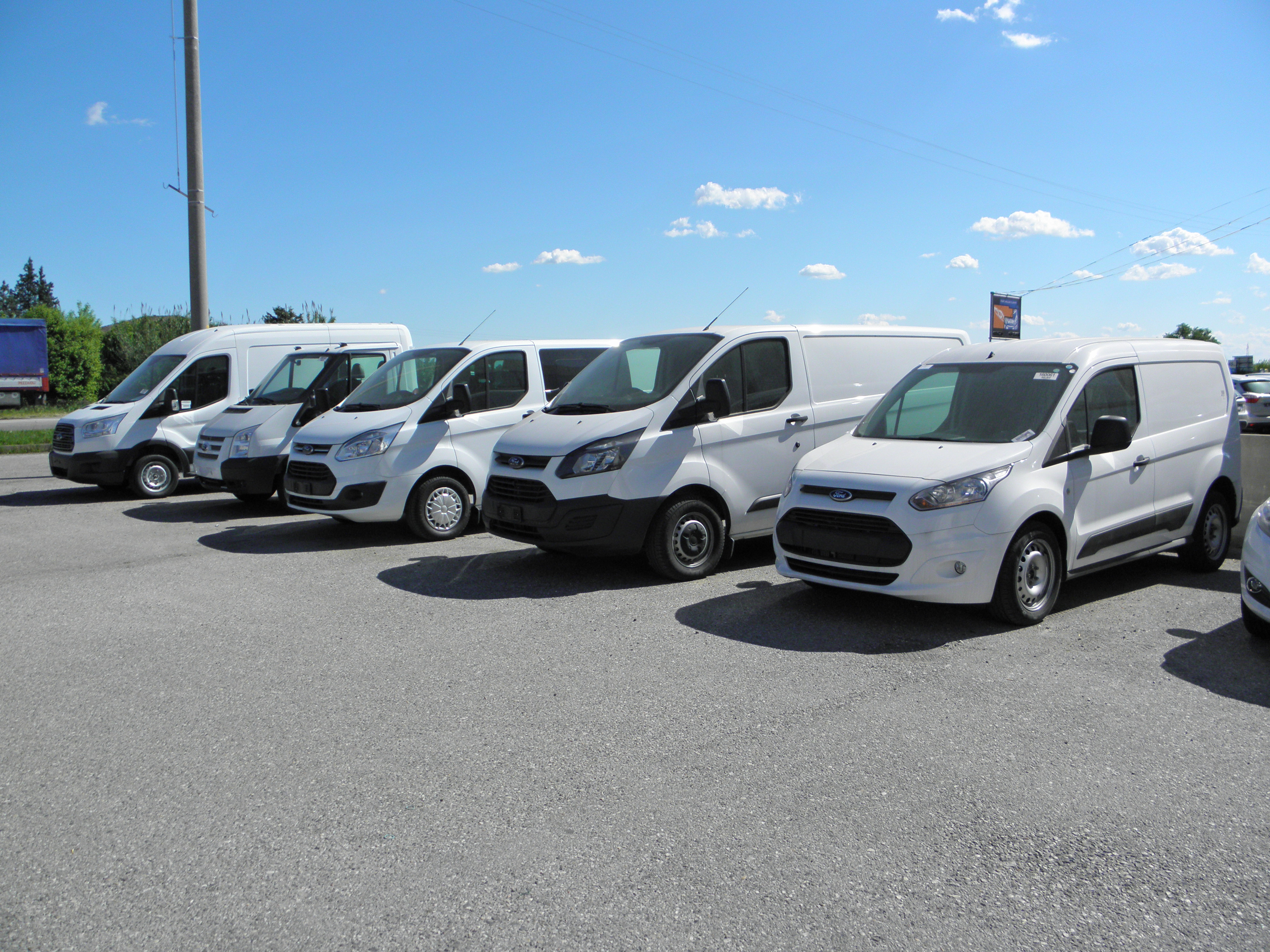
Serie di veicoli commerciali Ford commercializzati in Italia. (2014)

- Ford Courier (1952-1960 e 1972-1982, Nord America; 1991-2002, Europa; dal 1979, Australia; dal 1998, Brasile)
- Ford D-Series
- Ford Explorer Sport Trac (dal 2001)
- Ford F-Series (dal 1948)
- Ford Freighter
- Ford H-Series (1961-1965)
- Ford jeep (1941-1945)
- Ford L-Series (1970-1998)
- Ford LCF (dal 2006)
- Ford Lobo
- Ford Mainline (1952-1958, Australia)
- Ford Model AA (1927-1931)
- Ford Model TT (1925-1927)
- Ford N-Series (1962-1969)
- Ford Panel Truck
- Ford R-Series
- Ford Ranchero (1957-1979)
- Ford Ranger (dal 1983)
- Ford Super Duty (dal 1999)
- Ford T-series
- Ford Transcontinental (1975-1983)
- Ford Transit (dal 1965)
- Ford Vannette (1953-1965)
- Ford W-Series (1966-1977)

### Trattori
- Ford N Series Tractors
- Ford NAA Series Tractors
- Ford 600 Series Tractors
- Ford Workmaster
- Ford Powermaster
- Ford 2000-5000
- Ford 5000 (1970s)
- Ford 7000
- Ford 2600-9700
- Ford 2910-8210 (Mark I, II e III)
- Ford 7810 (anni ottanta)
- TW10, TW20 e TW30
- TW15, TW25 e TW35
- TW15 Mark II, TW25 Mark II TW 35 Mark II
- Ford TW-15 (1983-1992)
- Ford 3430-5030
- Ford 8630-8830 (120-190 hp)
- Ford 5640-8340
- Ford 7840 (anni novanta)

Nel 1986, la Ford era in cerca di un partner per la produzione di trattori. L'anno successivo comprò Versatile, la quale realizzava super-trattori. Ma a causa della crisi del commercio dei trattori negli anni 80, Ford dovette vendere l'80% delle sue quote alla FIAT e nel 1991, quest'ultima comprò il restante 20%. Fu la fine della divisione Ford Trattori. La Fiat decise di fondare un nuovo marchio nominato Ford-New Holland. Nel 2001, la desinenza Ford venne cancellata.

### Produzione attuale

#### Europa
- Ford Fiesta Van
- Ford Transit Connect
- Ford Tourneo Connect
- Ford Transit
- Ford Tourneo
- Ford Ranger

#### America
- Ford F-150
- Ford Ranger
- Ford F-250
- Ford F-350
- Ford F-450
- Ford E-Series

## Veicoli pubblici

### Bus
- 09-B (1939-1940)
- 19-B (1940-1941)
- 29-B (1941-1942)
- 49-B (1944)
- 59-B (1945-1947)
- 69-B (1946-1947)
- 79-B (1945-1947)

### Scuolabus
- Ford Transit bus furgonato
- Ford Minibus
- Ford E450 Super Duty Minibus
- Ford Class C School Bus
- Ford MB IV 100, 100A, 200, 200C Super Duty

### Bus commerciali
- Ford Transit bus furgonato
- Ford MBC IV200
- Ford MBC IV 200C
- Ford MBC IV 300
- Ford MBC IV IV 300D
- Ford MBC II 800
- Ford Specialty Trolley
- Ford G997
- Ford R1014
- Ford Trader
- Ford Hawke
- Ford ET7
- Ford 19B, 29B
- Ford 72B
- Ford ET7 Aqualina

## Bicicletta
- Bicicletta[1][2]

## Concept car
- Ford Allegro (1962)
- Ford Airstream (2007)
- Ford Aurora (1964)
- Ford Aurora II (1969)
- Ford Bronco Dune Duster (1966-1968)
- Ford Bronco Wildflower (1971)
- Ford Bronco Montana Lobo (1981)
- Ford Bronco DM-1 (1988)
- Ford Bronco (2004)
- Ford Cobra 230 ME (1986)
- Ford Cougar Concept (1956)
- Ford Cougar 406 (1962)
- Ford Cougar II (1963)
- Ford DePaolo (1958)
- Ford Econoline Apartment (1966)
- Ford Econoline Kilimanjaro (1970)
- Ford EX (2001)
- Ford Explorer Drifter (1992)
- Ford Explorer Sportsman (2001)
- Ford Explorer Sport Trac Concept
- Ford Explorer SUV (1973)
- Ford F-250 Super Chief (2006)
- Ford FAB1 (modified Thunderbird)
- Ford Fairlane concept (2005)
- Ford Fiera (1968)
- Ford Fiesta Fantasy (1978)
- Ford Fiesta Tuareg (1978)
- Ford Fiesta GTX (1980)
- Ford Flashback (1975)
- Ford Focus MA (2002)
- Ford Focus Concept (2004)
- Ford Focus Vignale Concept (2004)
- Ford Forty-Nine (2001)
- Ford FX-Atmos (1954)
- Ford Galaxie GT A Go-Go (1966)
- Ford Galaxie Magic Cruiser (1967-1968)
- Ford Gas Turbine Tractor Trailer (1964)
- Ford Ghia Corrida (1978)
- Ford Ghia Navarre (1980)
- Ford Ghia Cockpit (1982)
- Ford Ghia Brezza (1982)
- Ford Ghia Barchetta (1983)
- Ford Ghia Aerovan (1984)
- Ford Ghia APV (1984)
- Ford Ghia TSX-4 (1985)
- Ford HPX Ghia Aerostar (1987)
- Ford Ghia Via (1989)
- Ford Ghia Focus (1992)
- Ford GT-P (1966)
- Ford GT 90 (1995)
- Ford GT40 (2002)
- Ford Gyron (1961)
- Ford Indigo (1996)
- Ford Interceptor (2007)
- Ford Iosis (2005)
- Ford Iosis MAX (2009)
- Ford Iosis X (2006)
- Ford La Galaxie (1958)
- Ford La Tosca (1955)
- Ford Libre (1998)
- Ford LTD Black Pearl (1966)
- Ford LTD Berline I (1971)
- Ford LTD Berline II (1972)
- Ford LTD Experimental Safety Vehicle (1973)
- Ford Mach I Levacar (1959)
- Ford Maverick Runabout (1970)
- Ford Maverick Estate Coupe (1971)
- Ford Maverick LTD (1972)
- Ford Model U (2003)
- Ford Mondeo SW Concept (2007)
- Ford Muroc (1953)
- Ford Mustang I (1962)
- Ford Mustang II (1963)
- Ford Mustang Mach I (1967)
- Ford Mustang Milano (1970)
- Ford Mustang Mach II (1970)
- Ford Mustang II Sportiva (1974)
- Ford Mustang IMSA (1980)
- Ford Mustang RSX (1981)
- Ford Mustang PPG (1984)
- Ford Mustang Mach III (1993)
- Ford Mustang S-197 Concept (2004)
- Ford Mustang Giugiaro Concept (2006)
- Ford Mystere (1955)
- Ford Nucleon (1958)
- Ford Pinto Sportiva (1973)
- Ford Plastic Car (1941)
- Ford Poccar (1981)
- Ford Prima (1976)
- Ford Ranger II (1967)
- Ford Ranger III (1968)
- Ford Ranger Force 5 (1991)
- Ford Ranger Jukebox (1993)
- Ford Reflex (2006)
- Ford SAV (2005)
- Ford Saguaro (1988)
- Ford Seattle-ite XXI (1962)
- Ford Shelby GR-1 (2005)
- Ford Shock Wave (1990)
- Ford Super Chief (2006)
- Ford Super Cobra (1969)
- Ford SYNUS (2005)
- Ford Syrtis (1953)
- Ford Techna (1968)
- Ford TH!NK
- Ford Thunderbird Italien (1963)
- Ford Thunderbird Golden Palomino (1964)
- Ford Thunderbird Town Landau (1965)
- Ford Thunderbird Saturn I (1968)
- Ford Thunderbird Saturn II (1969)
- Ford Thunderbird Tridon (1971)
- Ford Thunderbird PPG (1984)
- Ford Torino Machete Style I (1968)
- Ford Torino Machete Style II (1969)
- Ford Twister (1963)
- Ford Vega (1953)
- Ford Verve (2007-2008)
- Ford Volante (1958)
- Ford X-1000 (1957)
- Ford XP Bordinat Cobra (1965)

## Prototipi
- Aurora
- Barchetta
- Evos
- GT90
- Hemp Body Car, o Soybean Car
- Iosis
- Nucleon
- Quadriciclo Ford
- TH!NK
- Verve

## Modelli da competizione
- Ford GT40 (vettura da competizione 1964 - 1970 del Campionato Mondiale Sport Prototipi e della 24 Ore di Le Mans)
- Ford Mustang (vettura utilizzata in numerose competizioni GT in nord America)
- Ford Escort RS (vettura da rally campione del mondo costruttori nel 1979 e campione del mondo piloti nel 1981)
- Ford RS200 (vettura da rally Gruppo B dal 1984 al 1986)
- Focus WRC e Focus RS WRC (campione del mondo costruttori 2006 e 2007 del WRC)
- Ford Fusion (NASCAR)
- Ford P68 e Ford P69 (Vetture da competizione 1968-1969 del Campionato Mondiale Sport Prototipi)
- Ford F-150 (Pick-up da competizione NASCAR)
- Formula Ford (monoposto usate nell'omonima competizione)